# Пекінський зоопарк
Пекінський зоопарк (кит.: 北京动物园, Běi jīng dòng wù yuán) — зоопарк в окрузі Січен китайської столиці Пекін.

## Історія
На цій території в часи династії Мін розташовувався імператорський маєток. Засновано в 1906, за царювання імператора Гуансюя за рішенням Міністерства землеробства, промисловості та торгівлі. Спочатку відомий під назвою «Парк домашньої худоби» площею 71 га, з яких власне звіринець — 1,5 га. Тут вирощували переважно овочі, фрукти та шовковицю.
За наказом Дуаньфана, намісника Лянцзяна були куплені 100 видів тварин поза імперією, зокрема у Німеччині. У 1908 його відвідали імператор Гуансюй та імператриця-удовиця Ци Сі. З цього моменту він став називатися Ваньшен'юань — «Сад десяти тисяч тварин» (万牲园).
У 1911 після падіння династії Цін оголошено національним ботанічним садом. У 1930-х роках засновано дослідницький центр з ботаніки. Багато тварин загинуло під час Другої китайсько-японської війни. До 1945 року вижило лише 13 мавп та 1 страус ему.
У 1949 уряд КНР перейменував його на Пекінський сільськогосподарський експериментальний центр. 1 березня 1950 його знову відкрито. У 1951 відправлено фахівців до СРСР та країн Східної Європи для ознайомлення з роботою зоопарків. У 1952 китайські лідери подарували своїх коней центру.
У 1955 отримав свою нинішню назву «Пекінський зоопарк». Почалося відновлення зоопарку, для чого налагоджено співпрацю з Радянським Союзом, Польською народною республікою, Німецькою демократичною республікою, Чехословаччиною, Угорщиною, Румунією, КНДР, В'єтнамом, Японією, Бірмою, Індією та Індонезією. З 1960 до наукової роботи в зоопарку долучено також пекінські університети.
Розвиток зоопарку було припинено під час Культурної революції. Лише за часів Ден Сяопіна відновилася співпрацю з зоопарками світу. Було отримано тварин з Австралії, Франції, Мексики, Непалу, Іспанії, Шрі-Ланці, Великої Британії, США, Ефіопії, Кенії та Танзанії.
У 1980 з-за кордону завезено 552 тропічних риб. Водночас нарожувався міжнародний обмін тваринами, який у 1985 досяг 188 видів. У 1994 відбулося ремонт й добудова приміщень зоопарку. У 1990 році зведено великий павільйон для великих панд.

## Опис
На площі в 89 га (з них 5,6 га приходить на озера й ставки) мешкає близько 14 500 тварин, що відносяться до 950 видів (150 — ссавців, 405 — риб і безхребетних, 260 — птахів, 100 — плазунів, 35 — амфібій). Представлено 50 рідкісних видів, зокрема амурський тигр, соболя, золотий кіт, зелений павич, африканський леви, видри, бегемот, ему, зебри, білі кури, дикі коні, ібіс, морські слони, кенгуру, антилопи, білорукий гібон, вомбат.
Пекінський зоопарк розплановано відповідно до принципів класичних китайських садів: тут є ставки, протоки, через які перекинуті витончені містки, верби у води, скелі та ін. Поділено на Західну та Східну частини.
На території зоопарку створені кілька тематичних секцій: Павільйон Великої Панди, Пагорб Мавп, Гора Ведмедів, Пагорб Львів і Тигрів, Озеро Водяних Птахів, Африканська Зона, Вольєр Жирафів, Павільйон Золотих Мавп, Австралійський Парк, Музей морських ссавців, Пагорб земноводних і плазунів, Пагорб гірських горил, Музей рептилій та амфібій, Океанаріум, Парк Ламарк, Павільйон Антилоп, Музей бегемотів та носорогів. Тут розводять різних тварин, ведеться велика наукова і освітня робота.
Територією зоопарку прокладені широкі дороги. Всюди покажчики на китайською та англійською мовами. Для відвідувачів відкриті сувенірні магазини, кафе, туалети. Великим каналу, який ділить територію зоопарку на дві частини, носяться катера — атракціон для любителів гострих відчуттів. Є в Пекінському зоопарку і залишки старовинних будівель — Чангуаньлоу, палац Ци Сі. Існує зелена зона, де можна відпочити, посидіти на траві.

### Павільйон Великої Панди
Це великий павільйон, що обіймає 1000 м². Головна будівля обшита бамбуком. У холодну пору року панди перебувають усередині нього, а в теплу погоду гуляють у відкритих вольєрах. Панди до уваги людей і охоче їм позують. Близько Павільйону великої панди — декілька скульптур.
Дія ігровий майданчик на відкритому повітрі, також 3 критих галереї, скляна зала з 12 висячими великими кулями, що включає кімнату харчування, приміщення для зберігання свіжого бамбука, виробничі приміщення.

### Інші секції

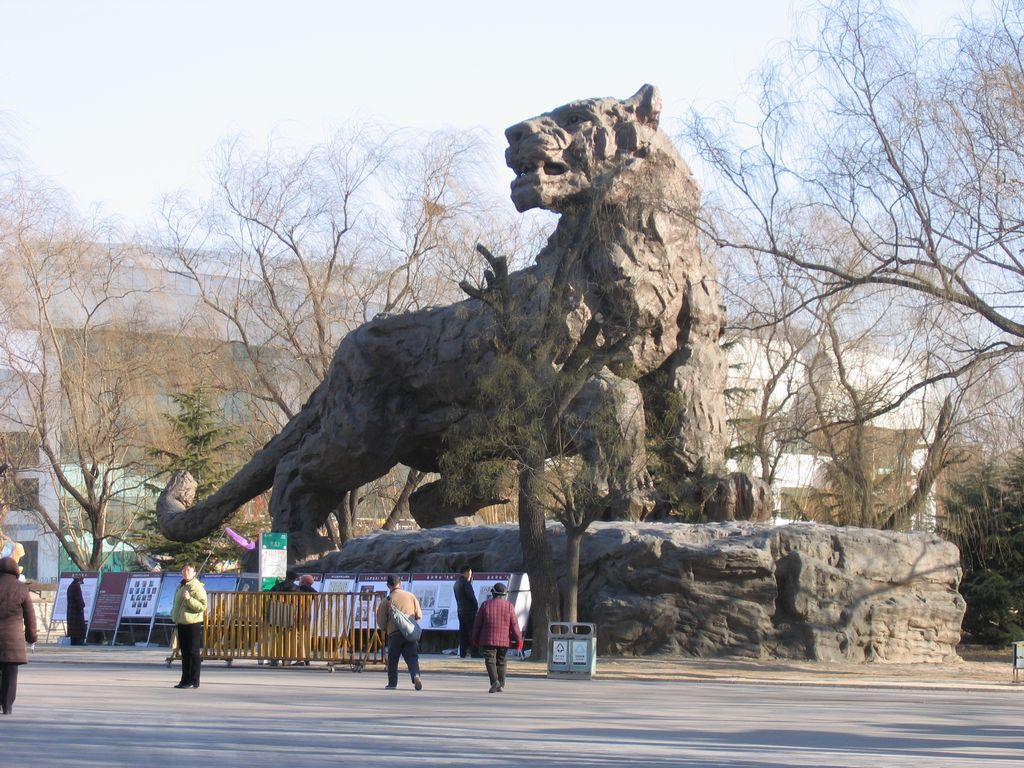
Статуя тигра

Тигри, леви та інші хижі кішки живуть в павільйоні, який називається Пагорб левів і тигрів. З іншого боку павільйону встановлена велетенська статуя тигра. Великою популярністю у дітей і дорослих користується Павільйон слонів.
Найвищим приміщенням у Західній частині є Вольєр Жирафів, що споруджено у 1957 році. Його площа становить 200 м2. Поділено на 7 частин.
Океанаріум відкрито у 1999, є найбільшим в КНР — 120 000 м², сама будова — 42 000 м². Кількість води становить 18 тис. тонн. Тут є прісноводні, морські, акваріумні риби. При океанаріумі функціонує дельфінарій, де регулярно проводяться шоу з дельфінами. Окреме приміщення відведено китайському осетру, де його також розводять.
В Африканській Зоні є мурахоїд, африканський слон, бабуїни, великі черепахи, газелі Гранта та Томпсона, антилопи, страуси, гну і зебри. В Парку Ламарк діє дослідницький центр, де вивчаються рослини.
В спеціальних приміщенях, що називається «Гора Ведмедів», є чорні ведмеді (з Піренеїв) та білі ведмеді. Останній було відкрито у 2006, перший — у 2012. Білі ведмеді мешкають у 3 великих басейнів, кожен з яких дорівнює 500 м3. Чорні ведмеді мешкають на площі у 8 000 м².
Приміщення мавп є найстарішим в зоопарку. У 1949 до нього добудовано нові секції. Загальна площа становить близько 1 000 м². До нього у 2006 добудовано віадук.
В Дворі фазанів є багато видів птахів, що зведено у 1983. Тут мешкають різні види фазанів, великий кракс, вилохвоста лохура, лиса цесарка.
У 2000 частина Двору фазанів перетворено на «Дитячу кімнату» для дитинчат шимпанзе, мавп.

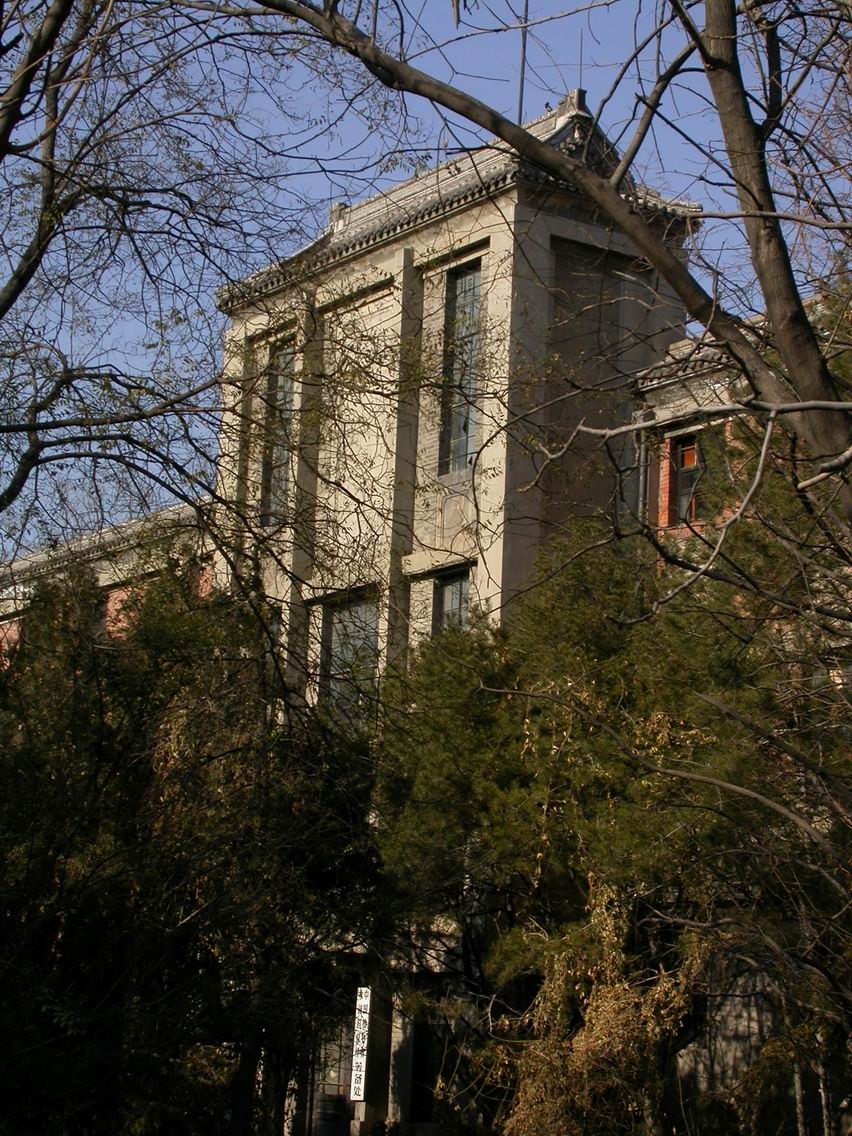
Будинок Ламарк
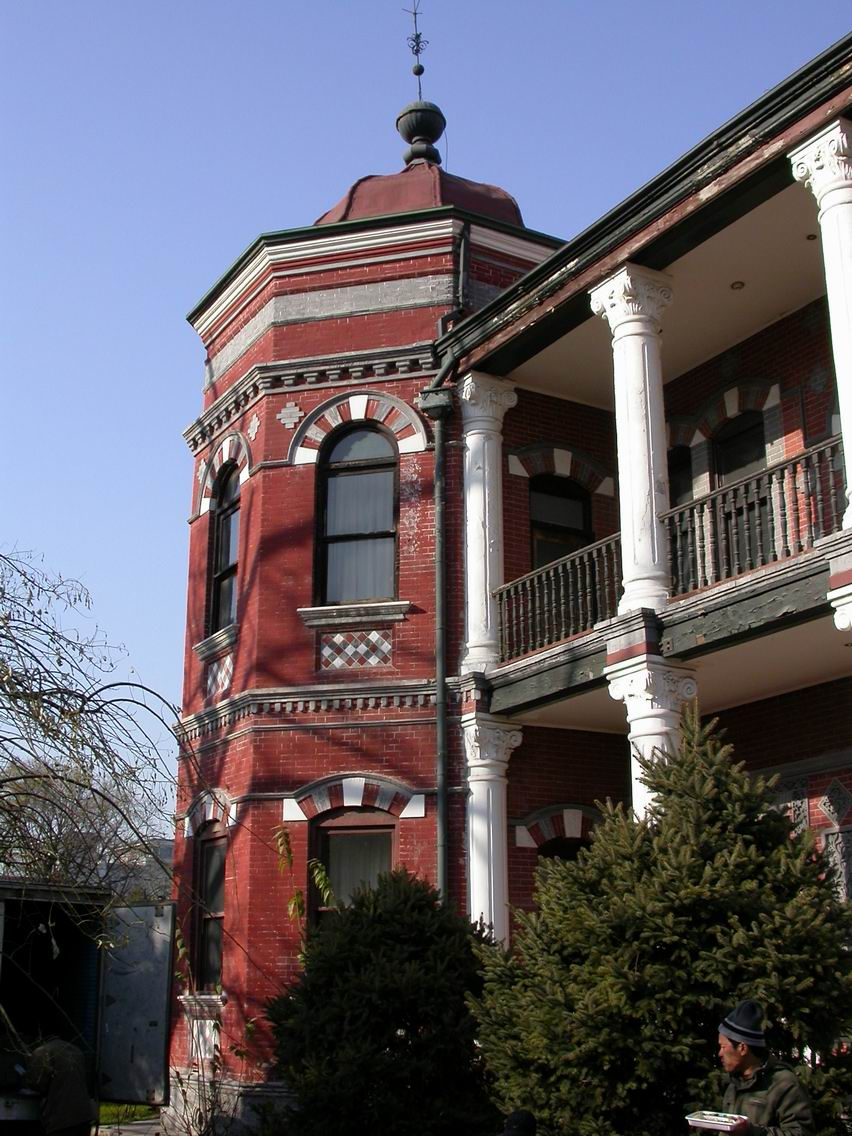
Чангуаньлоу
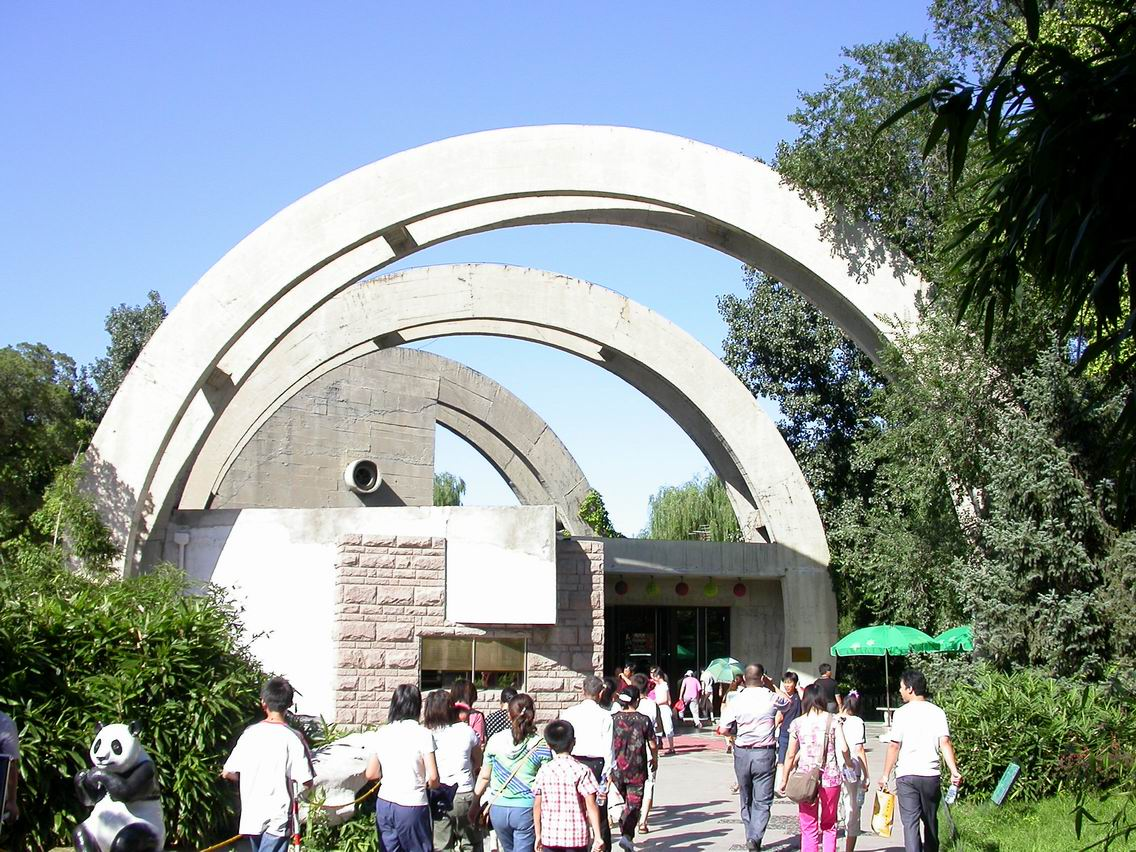
Будинок панди
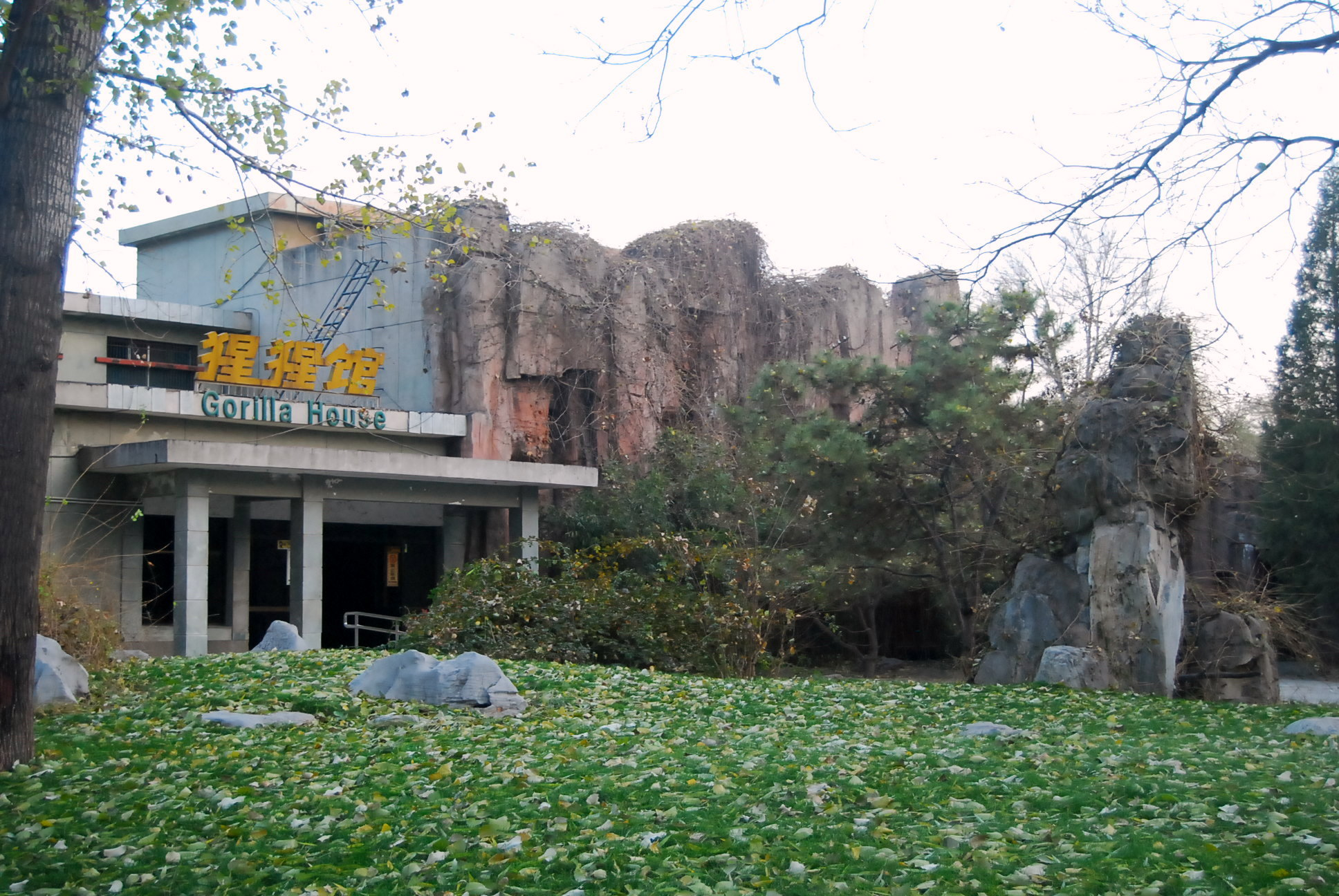
Будинок горили
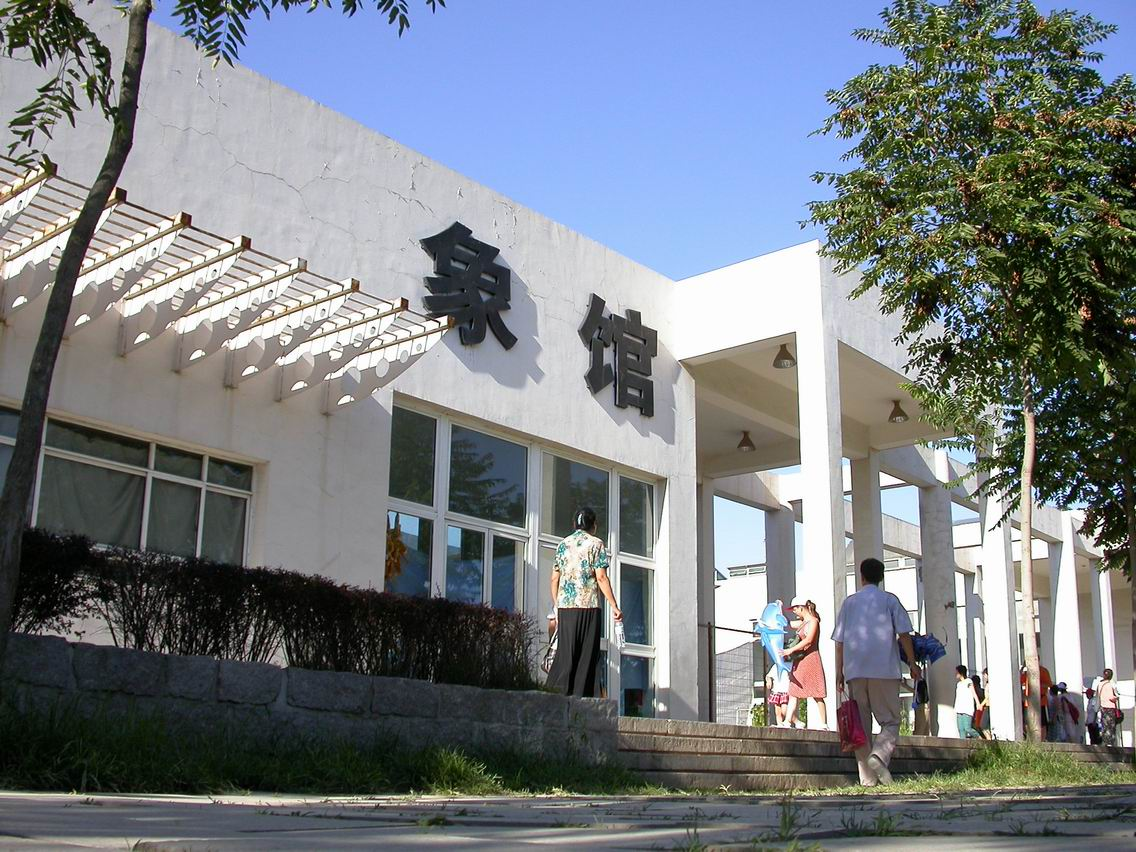
Будинок слона
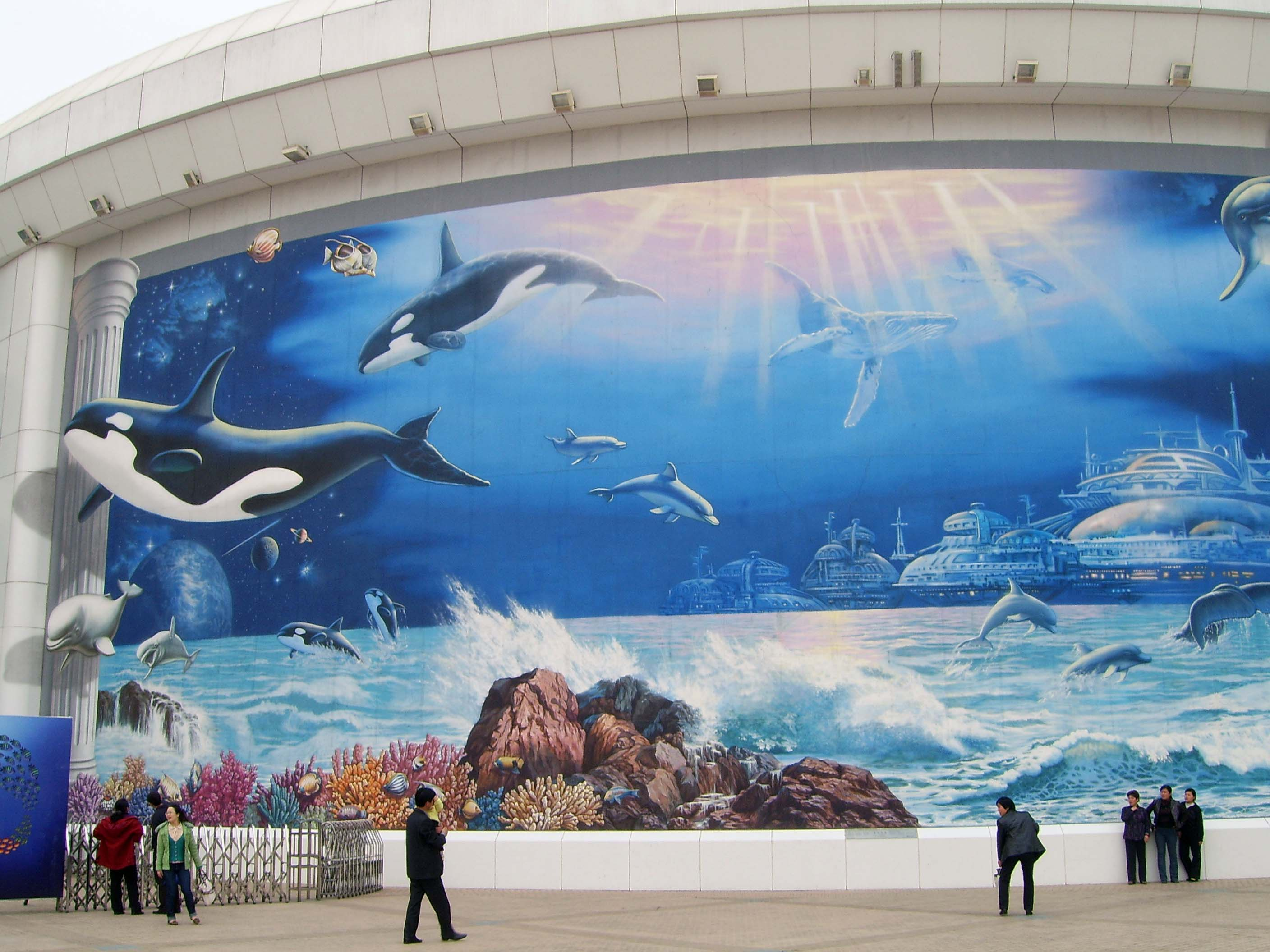
Океанаріум

## Відвідуваність
Зоопарк має популярність як серед жителів Пекіна, так і серед туристів. Його відвідують 8-12 млн осіб щорічно. Існує заборона на годівлю тварин відвідувачами, проте її часто порушують.
Проїзд здійснюють на 4 лінії Пекінського метро. Вартість вхідного квитка становить: 15 юанів (квітень — жовтень); 10 юанів (листопад — березень); пенсіонери та студенти — 8 і 5 юанів залежно від пори року. Павільйон великої панди — 5 юанів. Океанаріум — 130 юанів (пенсіонери і студенти — 70 юанів). Діти зростом до 120 см — безкоштовно.
Час роботи: 07.30-18.00 год. (квітень — жовтень); 07.30-17.00 год (листопад — березень).